# Hryhorij Koczur
Hryhorij Porfyrowycz Koczur (ukr. Григорій Порфирович Кочур, ur. 4 listopada?/17 listopada 1908 we wsi Feśkiwka w obwodzie czernihowskim, zm. 15 grudnia 1994 w Irpieni) – ukraiński poeta, tłumacz i literaturoznawca.

## Życiorys
W 1932 ukończył Kijowski Instytut Edukacji Narodowej, później wykładał w Instytucie Pedagogicznym w Tyraspolu, w latach 1936–1941 kierował katedrą literatury Instytutu Pedagogicznego w Winnicy. 5 października 1943 został aresztowany w Połtawie pod zarzutem przynależności do OUN i skazany na 10 lat pozbawienia wolności; karę odbywał w łagrze w Incie, gdzie pracował w kopalniach, 8 stycznia 1953 został zwolniony, a w 1962 zrehabilitowany. Mieszkał w Irpieni. Był mistrzem przekładu poetyckiego, tłumaczył literaturę starogrecką (Tyrteusza, Safonę, Sofoklesa), starorzymską (Owidiusza, Horacego), angielską (O. Shelley, Keatsa), T.S. Eliota), włoską (Petrarkę, J. Leonardi'ego, Rodari'ego), hiszpańską (Jiméneza), niemiecką (Goethego, Heinego, Gryphiusa), francuską (Villona, Rimbauda, Perese'a, Mallarmé'a), polską (Mickiewicza, Słowackiego, Tuwima, Różewicza) i z wielu innych krajów. Był jednym z czołowych przedstawicieli ugrupowania tzw. neoklasyków kijowskich. W 1973 został wykluczony ze Związku Pisarzy Ukrainy za „nacjonalizm” i pozbawiony możliwości publikowania (do 1988). Opublikował zbiory przekładów, m.in. Widłunnia (1969) i Druhe widłunnia (1991). W 1989 opublikował zbiór poezji Intynśkyj zeszyt. W 1989 otrzymał Nagrodę im. Rylskiego, a w 1993 medal im. Hruszewskiego. W 1995 pośmiertnie przyznano mu Nagrodę im. T. Szewczenki.